# Svenkoeltzia
Svenkoeltzia je  manji rod endemskih vrsta orhideja iz srednjeg i jugozapadnog Meksika. Postoje tri priznate vrste.

## Vrste
1. Svenkoeltzia congestiflora (L.O.Williams) Burns-Bal.
2. Svenkoeltzia luzmariana R.González
3. Svenkoeltzia patriciae R.González